# Gasthof zur Post (Forstenried)

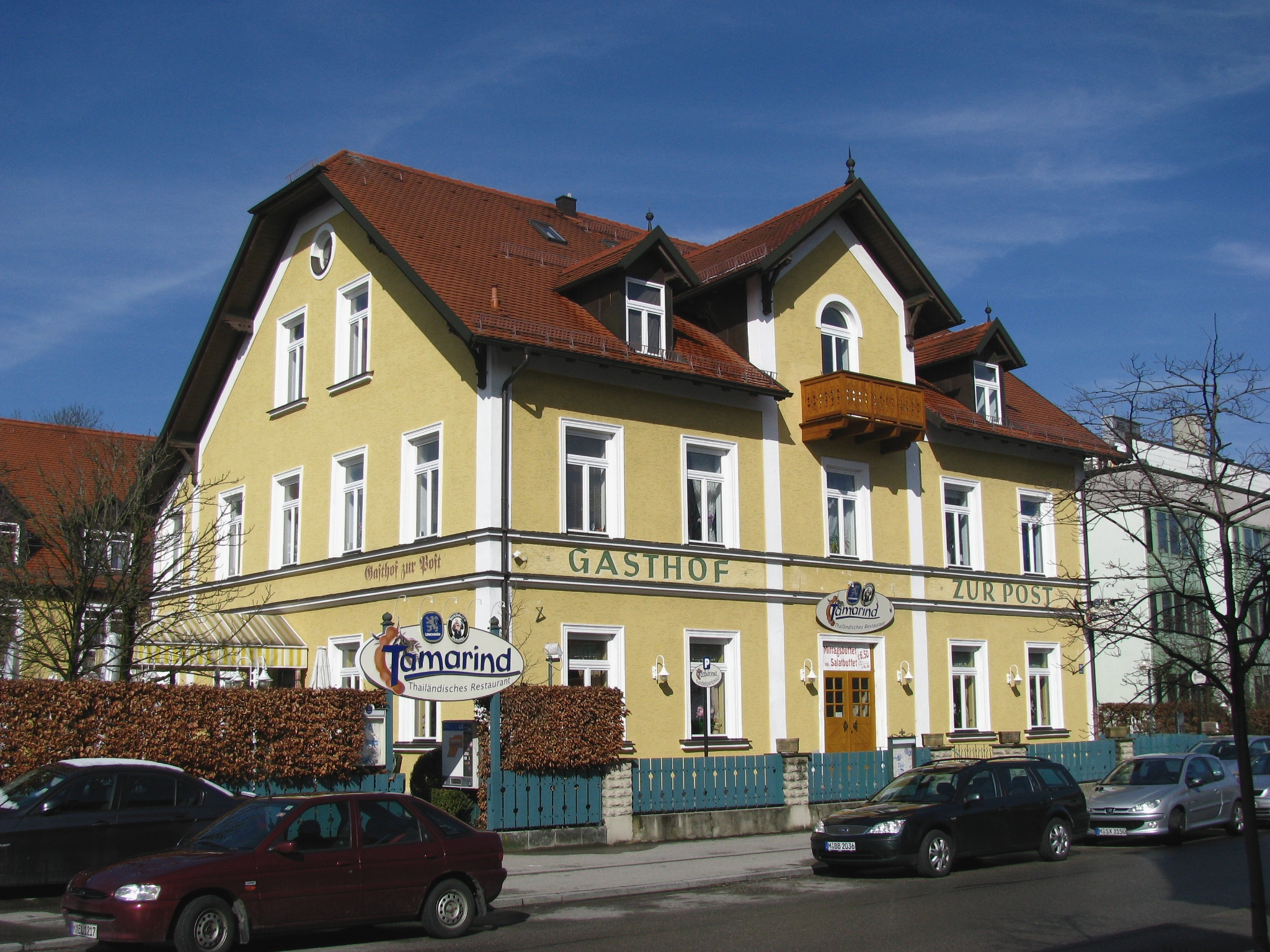
Gasthof zur Post

Der Gasthof zur Post in Forstenried ist ein ehemaliger Gasthof in München. Das Gebäude ist als Baudenkmal in die Bayerische Denkmalliste eingetragen.

## Lage
Das Gebäude liegt im Münchner Stadtbezirk 19 Thalkirchen-Obersendling-Forstenried-Fürstenried-Solln im Süden des Ortskerns von Forstenried an der Forstenrieder Allee etwa 100 Meter südlich des Gasthofs Alter Wirt.

## Geschichte
Auf dem Gelände des späteren Gasthofs lagen im 19. Jahrhundert zwei kleine Bauernhöfe. 1879 wurden die Anwesen vereinigt, die Bauten abgerissen und der Gasthof errichtet. Zunächst wurde er zur Unterscheidung vom Alten Wirt einfach Neuer Wirt genannt, später erhielt er den Namen Gasthof zur Post. Nach einem Brand wurde das Gebäude 1897 neu errichtet. Bei einer grundlegenden Sanierung wurde 1994 auf der Rückseite ein Hoteltrakt angebaut. 
Traditionell gab es im Gasthaus zur Post Bayerische Küche. Erst in jüngerer Vergangenheit eröffnete dort zuerst ein thailändisches Restaurant, auf das ein griechisches folgte. Seit 2020 ist der Gastbetrieb geschlossen. Die Eigentümer planen einen Umbau in Wohnungen, während der Bezirksausschuss sich für den Erhalt der Gastronomie einsetzt.

## Beschreibung
Das Gebäude ist ein traufständiger zweigeschossiger Bau im Landhausstil mit fünf Fensterachsen auf der Straßenseite. Er hat einen Grundriss von etwa 18 × 16 Metern und trägt ein Schopfwalmdach mit einem mittleren Zwerchgiebel, der von zwei Dachgauben flankiert wird. Die Fassade ist durch ein umlaufendes Fries mit Schriftzug horizontal gegliedert. Der Eingang liegt in der Mitte der Straßenfassade unter dem Zwerchgiebel. Im Dachgeschoss trägt der Zwerchgiebel einen Balkon mit hölzerner Balustrade.